# Expedición 51
La Expedición 51 fue la 51.ª expedición a la Estación Espacial Internacional, que comenzó con la salida de Soyuz MS-02 el 10 de abril de 2017 y concluyó con la salida de Soyuz MS-03 el 2 de junio de 2017. Peggy Whitson, Oleg Novitskiy y Thomas Pesquet fueron transferidos de la Expedición 50, con Peggy Whitson tomando el papel de comandante. Ella es la primera mujer en comandar dos expediciones a la ISS, habiendo comandado previamente la Expedición 16.
Debido a la decisión de reducir el número de cosmonautas rusos participantes en 2017, solo dos cosmonautas fueron lanzados en Soyuz MS-04 el 20 de abril de 2017, lo que eleva el número total de tripulantes a cinco. La transferencia del comando de la Expedición 51 a la Expedición 52 se realizó el 1 de junio de 2017. La Expedición 51 finalizó oficialmente el 2 de junio de 2017, 10:47 UTC, con el desacoplamiento de Soyuz MS-03.

## Tripulación
| Cargos               | Primera parte (abril de 2017)                         | Segunda parte (abril de 2017 a junio de 2017)         |
| -------------------- | ----------------------------------------------------- | ----------------------------------------------------- |
| Comandante           | Peggy A. Whitson, NASA Tercer y último vuelo espacial | Peggy A. Whitson, NASA Tercer y último vuelo espacial |
| Ingeniero de vuelo 1 | Oleg Novitskiy, RSA Segundo vuelo espacial            | Oleg Novitskiy, RSA Segundo vuelo espacial            |
| Ingeniero de vuelo 2 | Thomas Pesquet, ESA Primer vuelo espacial             | Thomas Pesquet, ESA Primer vuelo espacial             |
| Ingeniero de vuelo 3 |                                                       | Fyodor Yurchikhin, RSA Quinto vuelo espacial          |
| Ingeniero de vuelo 4 |                                                       | Jack D. Fischer, NASA único vuelo espacial            |